# SMS Königsberg (1915)
Pour les autres navires du même nom, voir SMS Königsberg.
Le SMS Königsberg est un croiseur léger de classe Königsberg lancé en 1915 pour la Kaiserliche Marine. Sa construction commence en 1914 au chantier naval AG Weser à Brême. Il est lancé en décembre 1915, et intègre la Hochseeflotte (« flotte de haute mer ») en août 1916. 
Le Königsberg participe avec la Hochseeflotte à l'opération Albion ainsi qu'à la bataille de Heligoland. Après la fin de la guerre, il est cédé à la France au titre d'indemnité de guerre. Il sert dans la marine française jusqu'en 1933 sous le nom de Metz, avant d'être démoli en 1936.